# Sonate K. 377
Ne pas confondre avec la sonate pour piano et violon en fa majeur K. 377 de Mozart.
La sonate K. 377 (F.323/L.263) en si mineur est une œuvre pour clavier du compositeur italien Domenico Scarlatti.

## Présentation
La sonate K. 377 en si mineur est notée Allegrissimo.

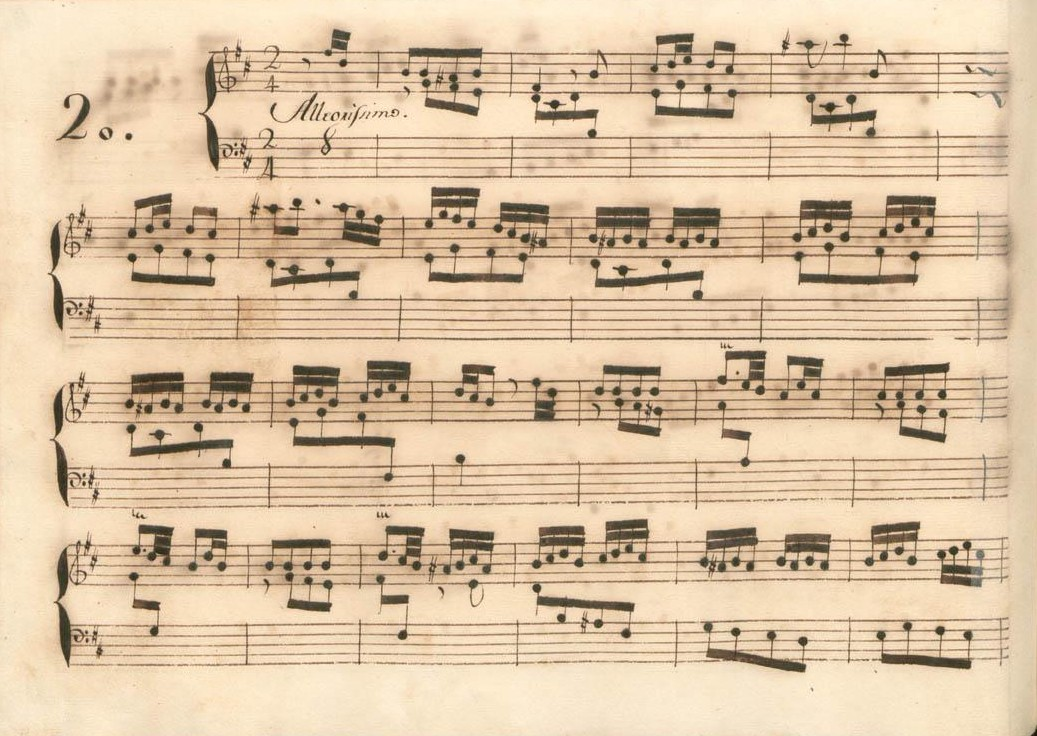
Début de la sonate, extraite du volume X du manuscrit de Parme.

Dernières mesures de la sonate.

## Manuscrits
Le manuscrit principal est le numéro 20 du volume VIII de Venise (1754), copié pour Maria Barbara ; les autres sources manuscrites sont Parme X 20, Münster V 2a et Vienne A 2a.

## Interprètes
La sonate K. 377 est interprétée au piano notamment par Marcelle Meyer (1948 et 1954), Aldo Ciccolini (1962, EMI) Mūza Rubackytė (2000, Lyrinx), Valerie Tryon (2000, APR), Gottlieb Wallisch (2007, Naxos, vol. 11), Carlo Grante (2016, Music & Arts, vol. 4), Angela Hewitt (2017, Hyperion), Katia Braunschweiler (2017, Genuin), Polina Osetinskaya (2019, Melodiya), Nelson Freire (2019, Decca) et Margherita Torretta (14-16 avril 2019, Academy Productions). Au clavecin elle est enregistrée par Scott Ross (1985, Erato), Bob van Asperen (1991, EMI), Richard Lester (2003, Nimbus, vol. 3) et Pieter-Jan Belder (Brilliant Classics).
Elle est jouée à la guitare par Alberto Mesirca (2007, Paladino Music).

## Sources
: document utilisé comme source pour la rédaction de cet article.
- Ralph Kirkpatrick (trad. de l'anglais par Dennis Collins), Domenico Scarlatti, Paris, Lattès, coll. « Musique et Musiciens », 1982 (1re éd. 1953 (en)), 493 p. (OCLC 954954205, BNF 34689181).
- Alain de Chambure, « Domenico Scarlatti : Intégrale des sonates — Scott Ross », p. 208, Erato (2564-62092-2), 1985 (OCLC 891183737) .